# Mathieu Lamberty
Mathieu Lamberty (* 18. Juni 1911 in Molenbeek; † 16. Dezember 1993 in Luxemburg) war ein belgisch-luxemburgischer Komponist, Dirigent und Organist. 

## Leben und Wirken
Mathieu Lamberty war zunächst Musiklehrer an einer belgischen Sekundarschule, danach ging er nach Luxemburg. Nach dem Zweiten Weltkrieg spielte er Orgel in Belair. Er war Musiklehrer an der damaligen Industrieschule (heute: Lycée de garçons) in Limpertsberg.
Lamberty komponierte religiöse und weltliche Werke, machte Arrangements für die Nationale Lotterie in Luxemburg und komponierte die Operette De Clochard.

## Werke (Auswahl)
- Mein Elternhaus
- Hei kann ech net bleiwen
- Domine salvam fac
- De Muselwäin[4]
- Compositions
- An der grousser hellger Nuecht[5]